# 智利格氏鿳
智利格氏鿳（學名：Graus nigra）又作智利格氏舵魚，為格氏鿳屬的唯一物種，屬於輻鰭魚綱日鱸目魢科，曾被分類於舵魚科。
本種分布於東南太平洋區的智利海域，在當地被稱為vieja negra（在西班牙語中意為“老黑”），體長可達20.3公分，棲息在沿岸巨藻林海域，可以做為遊釣魚。